# Baiyangwan
Baiyangwan (kinesiska: 白洋湾, 白洋湾街道) är en stadsdelsdistrikt i Kina. Den ligger i provinsen Jiangsu, i den östra delen av landet, omkring 180 kilometer sydost om provinshuvudstaden Nanjing. Antalet invånare är 44 966. Befolkningen består av 20 724 kvinnor och 24 242 män. Barn under 15 år utgör 13,0 %, vuxna 15-64 år 81 %, och äldre över 65 år 5,0 %.
Runt Baiyangwan är det tätbefolkat, med 849 invånare per kvadratkilometer. Närmaste större samhälle är Suzhou, 7,0 km sydost om Baiyangwan. Trakten runt Baiyangwan är ofruktbar med lite eller ingen växtlighet.
Genomsnittlig årsnederbörd är 1 661 millimeter. Den regnigaste månaden är juni, med i genomsnitt 221 mm nederbörd, och den torraste är december, med 59 mm nederbörd.